# Zichyfalva község
Zichyfalva község (szerbül Општина Пландиште / Opština Plandište) közigazgatási egység (járás) Szerbiában, a Vajdaságban, a Dél-bánsági körzetben. A községközpont Zichyfalva.

## Települések
A községhez 14 falu tartozik.
| \| Románia Torontálszécsány község Alibunár község Ant. Versec község ZICHYFALVA Torontálújfalu Rárós Balát Szécsenfalva Óléc Nagygáj Biószeg Istvánvölgy Györgyháza Nagymargita Ürményháza Laudontanya Szentjános \| \| térkép szerkesztése \| |                    |                   |                 |
| Magyar név | Szerb név (cirill) | Szerb név (latin) | Népesség (2011) |
| Balát | Купиник            | Kupinik           | 243             |
| Biószeg | Банатски Соколац   | Banatski Sokolac  | 271             |
| Györgyháza | Велика Греда       | Velika Greda      | 1161            |
| Istvánvölgy | Хајдучица          | Hajdučica         | 1145            |
| Laudontanya | Лаудоновац         | Laudonovac        | 21              |
| Nagygáj | Велики Гај         | Veliki Gaj        | 552             |
| Nagymargita | Маргита            | Margita           | 926             |
| Óléc | Стари Лец          | Stari Lec         | 964             |
| Rárós | Милетићево         | Miletićevo        | 502             |
| Szentjános | Барице             | Barice            | 501             |
| Szécsenfalva | Дужине             | Dužine            | 146             |
| Torontálújfalu | Марковићево        | Markovićevo       | 163             |
| Ürményháza | Јерменовци         | Jermenovci        | 907             |
| Zichyfalva | Пландиште          | Plandište         | 3832            |
| Románia Torontálszécsány község Alibunár község Ant. Versec község ZICHYFALVA Torontálújfalu Rárós Balát Szécsenfalva Óléc Nagygáj Biószeg Istvánvölgy Györgyháza Nagymargita Ürményháza Laudontanya Szentjános                                 |                    |                   |                 |
| térkép szerkesztése |                    |                   |                 |

## Népesség
A 11 336 fős község lakosságának etnikai összetétele a következő (2011):
- szerbek: 5868 fő (51,8%)
- magyarok: 1280 (11,3%)
- macedónok: 1042 (9,2%)
- románok: 784 (6,9%)
- szlovákok: 616 (5,4%)
- cigányok: 281 (2,5%)
- horvátok: 34 (0,3%)
- szlovének: 29 (0,3%)
- németek: 26 (0,2%)
- bolgárok: 16 (0,1%)
- jugoszlávok: 16 (0,1%)
- montenegróiak: 12 (0,1%)
- bunyevácok: 8 (0,1%)
- muzulmánok: 7 (0,1%)
- albánok: 5  (0,04%)
- ukránok: 5 (0,04%)
- egyéb: 25 (0,2%)
- nem nyilatkozott: 1027 (9,1%)
- régió 83 (0,7%)
- ismeretlen: 172 (1,5%)

Relatív szerb többségű Nagymargita.
Magyar többségű Ürményháza.
Román többségű Szentjános.
Relatív szlovák többségű Istvánvölgy.